# شرکت گل‌سرخ میمند
شرکت گل‌سرخ میمند یک منطقهٔ مسکونی در ایران است که در دهستان پرزیتون واقع شده‌است. شرکت گل‌سرخ میمند ۲۶ نفر جمعیت دارد.